# رحمان سارانی (بازیکن فوتسال)
عبدالرحمان سارانی معروف به رحمان سارانی (زاده ۱۷ آبان ۱۳۷۱ در مشهد) یک بازیکن فوتسال اهل ایران است. او سابقه عضویت در تیم‌های ملی امید و بزرگسالان فوتسال ایران را در کارنامه خود دارد.
سارانی سابقه بازی برای تیم‌های علم‌وادب مشهد، فرش‌آرا مشهد، زندی بتن کلاردشت، قند کاترین آمل، پالایش نفت بندرعباس و مقاومت البرز را دارد و همچنین در قامت لژیونر در لیگ کشورهای گرجستان، آذربایجان، قزاقستان و مالزی سابقه بازی دارد و برای تیم‌های کلخی گرجستان، آراز آذربایجان،‌ بایترک قزاقستان و جوهور باهرو مالزی به میدان رفته است و در حال حاضر، عضو باشگاه فوتسال آلومینیوم اراک است.

## افتخارات
- نایب‌قهرمانی لیگ برتر فوتسال گرجستان با تیم کلخی تفلیس[۲۱][۲۲]
- بهترین بازیکن لیگ برتر فوتسال گرجستان با تیم کلخی تفلیس[۲۳]
- جوان برتر لیگ برتر فوتسال ایران در فصل ۱۳۹۳